# Station Saint-Rémy
Station Saint-Rémy is een spoorwegstation in de Franse gemeente Saint-Rémy-sur-Orne. Het station is gesloten.